# Motykały Wielkie
Motykały Wielkie (biał. Вялікія Матыкалы) – agromiasteczko na Białorusi, położona w obwodzie brzeskim w rejonie brzeskim, siedziba sielsowietu Motykały (motykalskiego). 
W latach 1921–1939 wieś była siedzibą gminy Motykały w granicach II Rzeczypospolitej, w woj. poleskim w pow. brzeskim. W 1921 wieś zamieszkiwało 129 mieszkańców.
W miejscowości znajduje się parafialna cerkiew prawosławna pw. Zwiastowania Przenajświętszej Bogurodzicy, zbudowana w latach 1991–2007. Znajdują tu się także stacja kolejowa Motykały oraz przystanek kolejowy Motykały Wielkie, położone na linii Brześć – Wysokie Litewskie.